# Rokitowiec (Trnac)

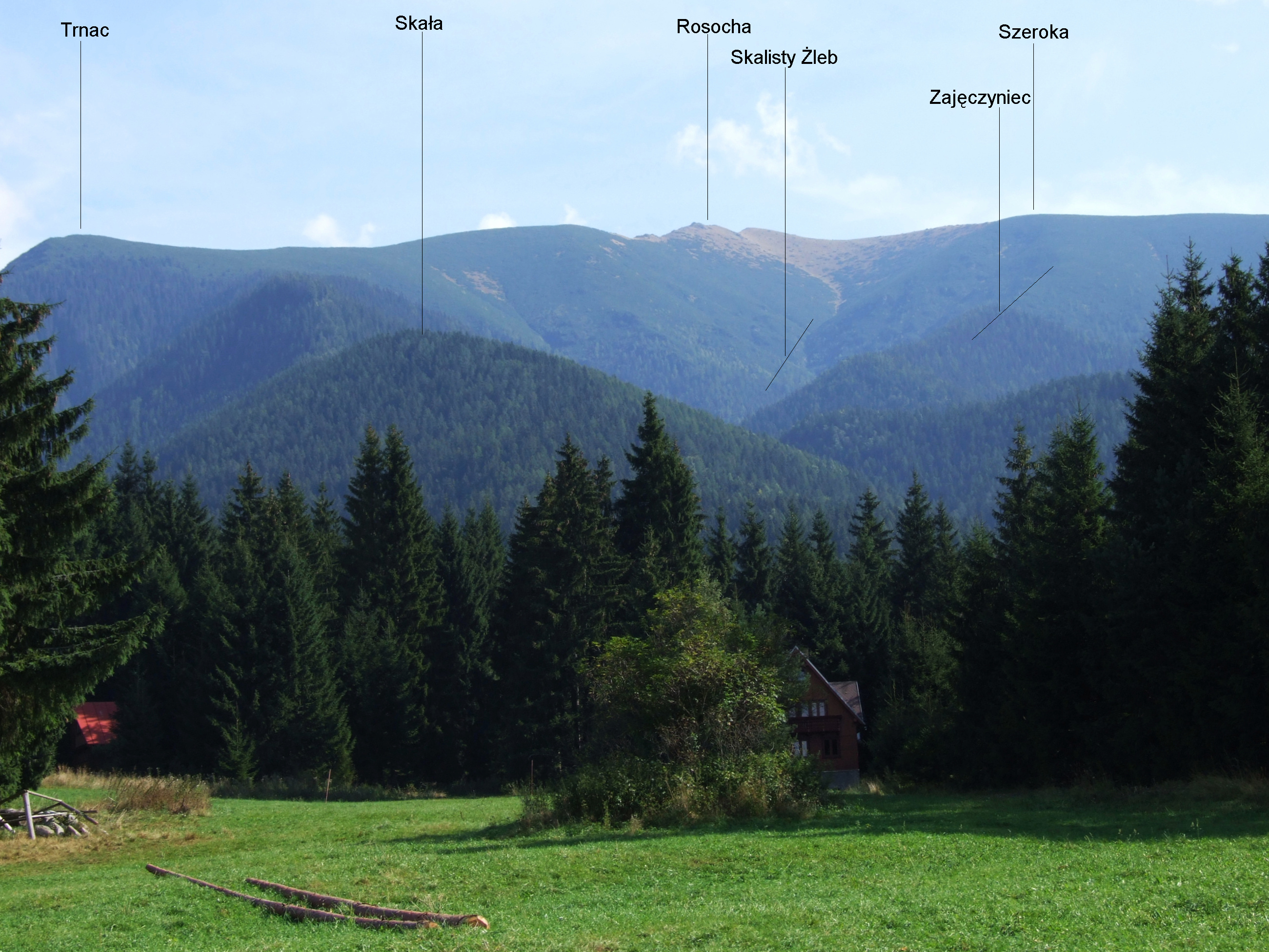
Rokitowiec widoczny po lewej stronie zdjęcia

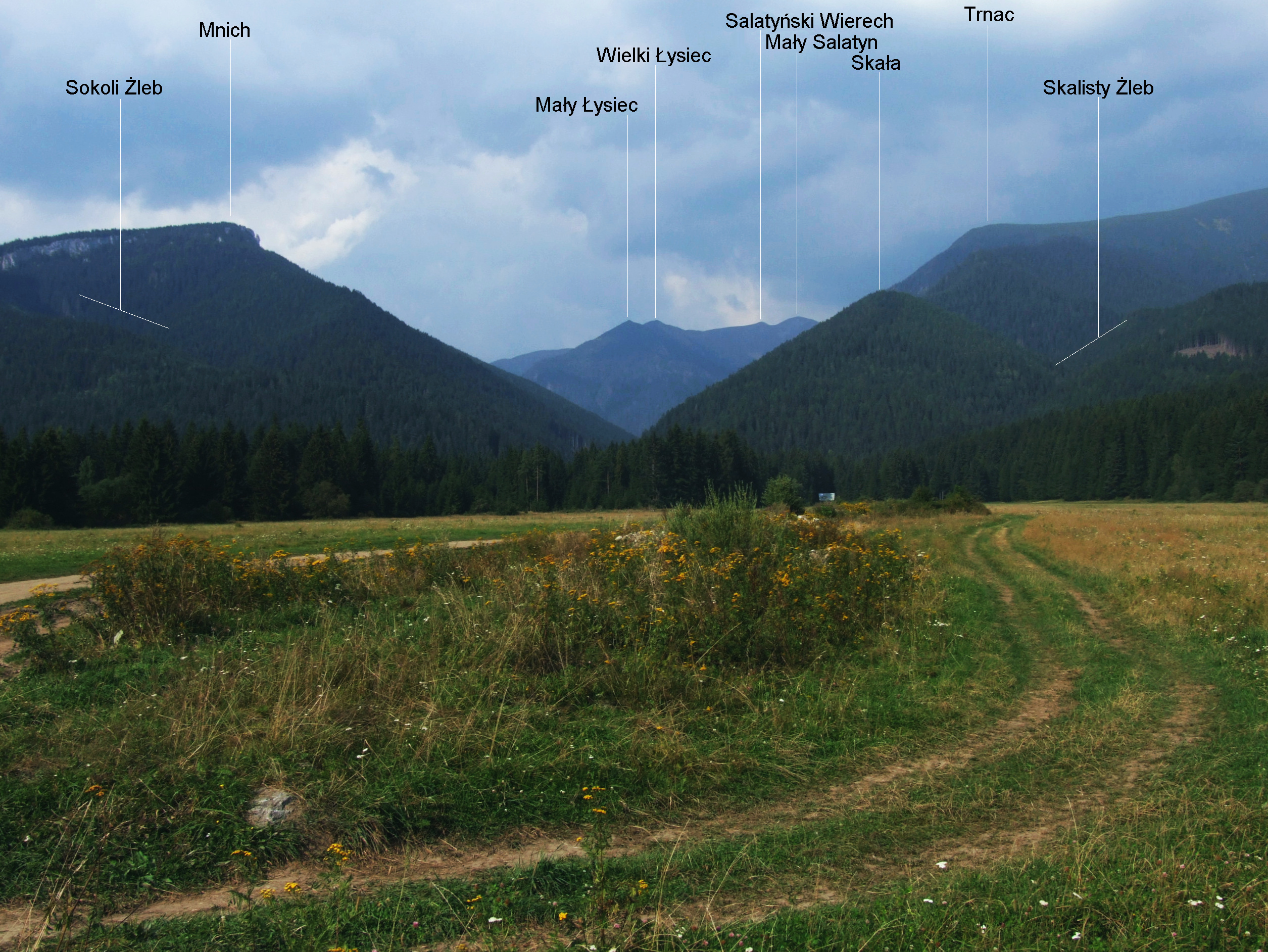
Widok na Rokitowiec z Bobrowieckiego Wapiennika

Rokitowiec (słow. Rakytie) – grzbiet Trnaca  (Trnac) w słowackich Tatrach Zachodnich. Odbiega od niego w południowo-zachodnim kierunku do Kotliny Liptowskiej w miejscowości Jałowiec i oddziela najniższą część Doliny Jałowieckiej od dolnej części Skalistego Żlebu (Skalité). Rokitowiec jest całkowicie zalesiony i kończy się wniesieniem Skały (Skala, 1132 m). Opływające go dwa potoki (Jałowiecki i Skalisty) u podnóża Skały zbliżają się na ok. 250 m.
Pomiędzy stokami Rokitowca a Trnacem spływa do Jałowieckiego Potoku niewielki potok bez nazwy, a jego dolinka nosi nazwę Pod Hoľou. Autorzy przewodnika Tatry Zachodnie. Słowacja podają jej polską nazwę – Pod Holą. Zapewne na grzbiecie Rokitowca i Trnaca była kiedyś hala (po słowacku hola). Jak bowiem podaje Józef Nyka, „w 1925 w Dolinie Jałowieckiej spędzało lato 1220 owiec, liczne stada źrebiąt oraz wołów, razem z którymi pasły się również konie”. Istnienie hali Hola wyjaśniałoby pochodzenie nazwy Pod Hoľou. Dwie szczątkowe polany w tym miejscu są zaznaczone na słowackiej mapie i widoczne również na jej zdjęciach satelitarnych. Na polskiej mapie również zaznaczona jest spora polana Pod Holą, ale błędnie, bo na grzbiecie Rokitowca, a więc w miejscu, gdzie niegdyś znajdowała się hala Hola. Ponadto zaznaczona na tej mapie wielkość tej hali już dawno jest nieaktualna, obecnie bowiem (2011 r.), jak wynika to ze zdjęć satelitarnych słowackiej mapy, są tutaj już tylko dwie oddzielone lasem niewielkie resztki dawnej hali. Większa jej część zarosła lasem, jak wiele innych polan i hal w Tatrach.
W Dolinie Jałowieckiej jest jeszcze inny Rokitowiec. Jest to żleb Rokitowiec w górnej części tej doliny.